# Itaipú

Logotip de la presa d'Itaipú

Itaipú (en guaraní: Itaipu, en portuguès: Itaipu, castellà: Itaipú) és una presa hidroelèctrica al riu Paranà situat a la frontera entre el Brasil i el Paraguai. El nom "Itaipu" ve d'una illeta que existia a prop del lloc de la construcció. En la llengua guaraní, Itaipu vol dir "pedres que canten".
Itaipu Binacional és una companyia que opera l'energia hidroelèctrica més gran del món. És un projecte binacional entre Brasil i Paraguai al Riu Paranà sobre la secció de frontera entre els dos països, 15 km cap al nord del Pont de l'Amistat. El projecte s'estén de Foz do Iguaçu, al Brasil, i Ciudad del Este al Paraguai, al sud a Guaíra i al nord Salto del Guaíra. La capacitat de generació instal·lada de la planta són 14 GW, amb 20 grups electrògens de 700 MW cadascun. L'any 2000, va aconseguir el seu rècord en generar 93400 milions de Quilowatt-hora (kWh) que van aportar un 93% de l'energia consumida pel Paraguai i un 20% de la consumida pel Brasil aquell 2005.

## Història

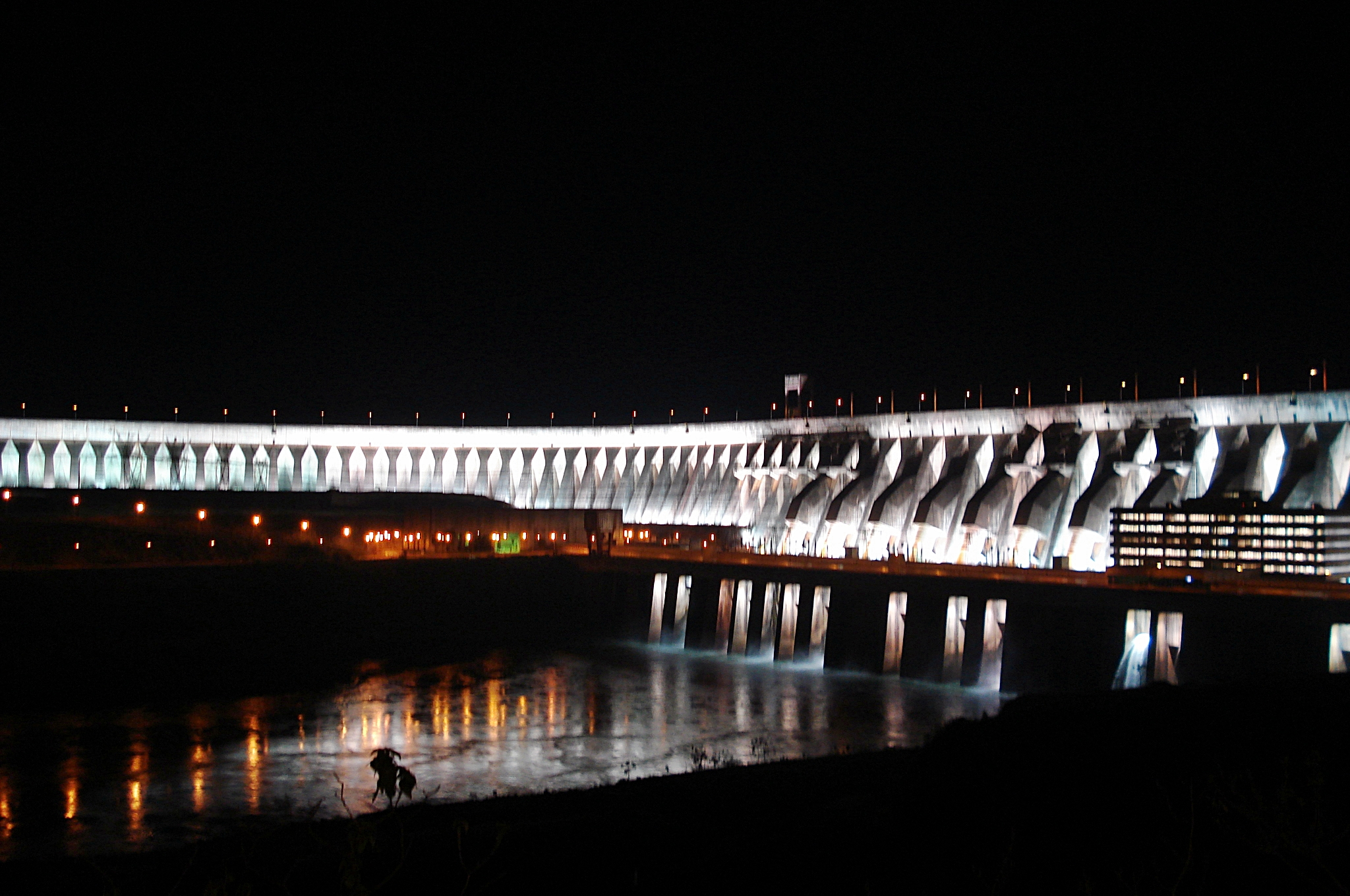
Vista de la presa de l'embassament

### Negociacions entre Brasil i Paraguai
La presa d'Itaipú és el resultat d'intenses negociacions entre els dos països durant la dècada del 1960. El 22 de juny de 1966, el ministre de Relacions Exteriors del Brasil (Juracy Magalhães) i el de Paraguai (Sapena Pastor), van signar l'"Acta d'Iguazú", una declaració conjunta que manifesta la predisposició per estudiar l'aprofitament dels recursos hídrics pertanyents als dos països, en el tram del Riu Paranà "des dels Salts del Guairá fins a l'estuari del Riu Iguaçú".
Una de les clàusules del projecte signat per ambdós països preveu que l'excedent d'energia que no és utilitzat per un dels països serà venuda en exclusivitat a l'altre país participant del projecte.

### Inici de l'obra
En 1970 el consorci format per les empreses Industrial Electric Company (IECO) dels Estats Units i ELC Electroconsult SpA d'Itàlia van guanyar el concurs internacional per a la realització dels estudis de probabilitats i per a l'elaboració del projecte de l'obra. L'inici del treballs va tenir lloc al febrer de 1971. El 26 d'abril de 1973, Brasil i Paraguai van signar el Tractat d'Itaipú, instrument legal per a l'aprofitament hidroelèctric del riu Paraná pels dos països. El 17 de maig de 1974, va ser creada l'entitat binacional Itaipú, per a l'administració de la construcció de la presa. L'inici efectiu de les obres fou el gener del 1975.

### Desviament del Riu Paranà

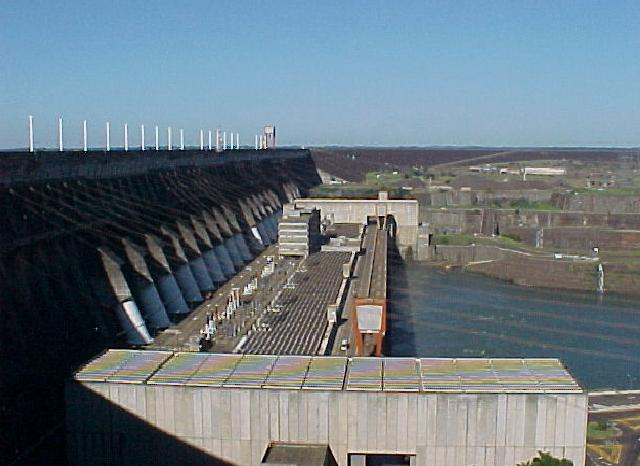
Detall de la presa

El 14 d'octubre de 1978 va ser obert el canal de desviament del riu Paranà, que va permetre eixugar el tros del llit original del riu per poder construir la presa principal.

### Acord entre Brasil, Paraguai i Argentina
La signatura de l'Acord Tripartit entre Brasil, Paraguai i Argentina, el 19 d'octubre de 1979, per l'aprofitament de recursos hidroelèctrics en el tram del riu Paranà va establir els nivells del riu i les variacions permeses per a les diferents iniciatives hidroelèctriques per als tres països. En aquella època en la qual els tres països eren governats per dictadures militars, hi havia el temor a l'Argentina que en un eventual conflicte amb el Brasil s'obrissin les comportes d'Itaipú, inundant la ciutat de Buenos Aires.

### Sorgiment de la reserva
La reserva de la presa va començar a ser creada el 16 d'octubre de 1979, quan van ser acabades les primeres obres de la presa i les comportes del canal de desviament foren tancades. En aquell temps les aigües van pujar 100 m i van arribar a les comportes del viaducte, a les 10.00 del 27 d'octubre, a causa de les fortes i incessants pluges ocorregudes en aquella època.

### Inici de les operacions
El 5 de maig de 1984, va entrar en funcionament la primera turbina de Itaipú, i es va seguir amb la instal·lació al ritme de dos a tres per any.

### Augment de la capacitat projectat per al 2007
La presa va ampliar la seva capacitat instal·lada de 12.600 MW a 14.000, amb l'entrada en funcionament de les dues últimes unitats generadores 9A i 18A a inicis de 2007, completant el projecte original de 20 turbines.
Itaipú produeix en mitjana 90 milions de megawatts-hora (MWh) anuals, encara que amb l'augment de la capacitat i en condicions favorables del riu Paranà (la hidrologia i el consum al Brasil, principalment durant els caps de setmana i festius, dies en què actualment es produeix una caiguda molt gran) es pot arribar a incrementar aquesta quantitat. Iguazú ostenta el rècord mundial de 94,7 milions de MWh.
L'augment de la capacitat permet que 18 de les 20 turbines instal·lades funcionin constantment, mentre dues romanen en manteniment.

## Dades tècniques

### Presa
La presa, de 7.700 m, és feta de ciment, roca i terra.

### Unitats generadores
- Hi ha 20 unitats generadores, n'hi ha deu a la freqüència de la xarxa elèctrica paraguaiana (50 Hz) i deu en la freqüència de la xarxa elèctrica brasilera (60 Hz).[3]

## Compensacions financeres
En els 170 km d'extensió, entre Foz do Iguaçu i Guaira, la Reserva de Itaipú s'estén per 16 municipis de Brasil, dels quals 15 són a l'estat de Paranà i un en el de Mato Grosso do Sul. Itaipú paga com a compensació a aquests municipis, proporcionalment a l'àrea de terra inundada. També reben compensacions als governs d'aquests dos estats i diversos òrgans federals. Pel que fa a Paraguai, la compensació la rep íntegrament l'Estat.
Amb base a l'anomenada "Llei dels Royalties", promulgada el 1991, Itaipú ha pagat fins avui més de 3.130 milions en regaliaes, dels quals prop de 75% van ser pagats en l'estat de Paranà, (a parts iguals entre el govern de l'Estat i els municipis).
Així va quedar la distribució als municipis del parana al llarg d'aquests anys (en dòlars estatunidencs): 
- Foz do Iguaçu 185,3 milions
- Santa Terezinha d'Itaipu 38,4 milions
- São Miguel do Iguaçu 95,9 milions
- Itaipulândia 152,5 milions
- Medianeira 1,0 milió
- Missal 36,8 milions
- Santa Helena 242,2 milions
- Diamant D'Oest 5,1 milions
- São José das Palmeira 1,7 milions
- Marechal Cândido Rondon 58,3 milions
- Mercedes 16,4 milions
- Pato Bragado 39,9 milions
- Entre Rios do Oest 27,9 milions
- Terra Roxa 1,4 milió
- Guaira 46,8 milions

El municipi Sul-Mato-grossense de Món Novo va rebre, des de 1991, el total de 13,4 milions de dòlars EUA.

## Meravella de l'enginyeria

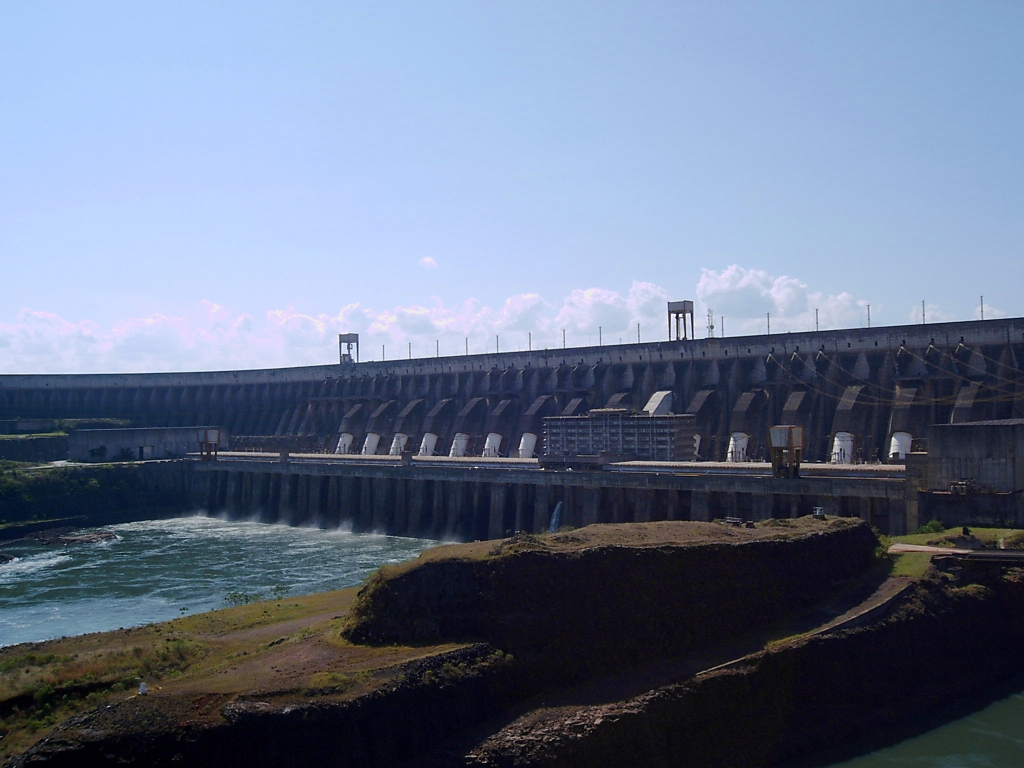
Presa d'Itaipú des del costat brasiler.

La Presa Hidroelèctrica de Itaipú forma part de la llista de les Set Meravelles del Món modern elaborada a 1995 per la revista Popular Mechanics, dels EUA. Aquesta llista va ser feta a base d'una investigació realitzada per la American Society of Civil Engineers (Ascea) a 1994 entre enginyers dels més diversos països.
A més d'Itaipú formen part de la llista el Pont Golden Gate (EUA), el Canal de Panamà, que uneix l'oceà Atlàntic amb l'Pacífic, l'Eurotúnel, que uneix França i Anglaterra al Canal de la Mànega; els Projectes del Mar del Nord per al Control de les Aigües (Països Baixos); l'Empire State Building (EUA); i la Torre de Canadian National (CN Tower) al Canadà.

## Dades curioses

### Formigó
La quantitat de formigó utilitzat en la construcció de la presa hidroelèctrica d'Itaipú és l'equivalent a 210 estadis de futbol de la mida del Maracaná, del Brasil. La colossal obra del Pont de l'Amistat va ser acabada el 1962 i inaugurada el 27 de març de 1965.

### "Salvament d'animals"
En una operació anomenadaMymbá Kuera(que en guaraní vol dir "A la recerca dels animals"), durant la formació del reservori, equips del sector ambiental d'Itaipú es van esforçar per recórrer la major part de l'àrea a inundar per salvar centenars d'exemplars d'espècies d'animals de la regió.

### Dimensions
L'alçada de la presa és l'equivalent a un edifici de 65 pisos.

### Treballadors
La construcció va involucrar directament a 40.000 persones.

### Movent muntanyes
En la construcció va ser necessari extreure més de 50 milions de tones entre terra i pedres.

## "Brasiguayos"
La llacuna de la presa va inundar diverses propietats d'habitants de l'extrem oest de l'estat brasiler de Paranà. Les indemnitzacions no van ser suficients perquè els agricultors compressin terres noves al Brasil. Essent les terres més econòmiques en el Paraguai, milers d'ells van emigrar per aquest país, creant el fenomen social conegut com els brasiguayos - brasilers amb les seves famílies que resideixen a terres paraguaiana a la frontera amb el Brasil.

## Taula de generació per any

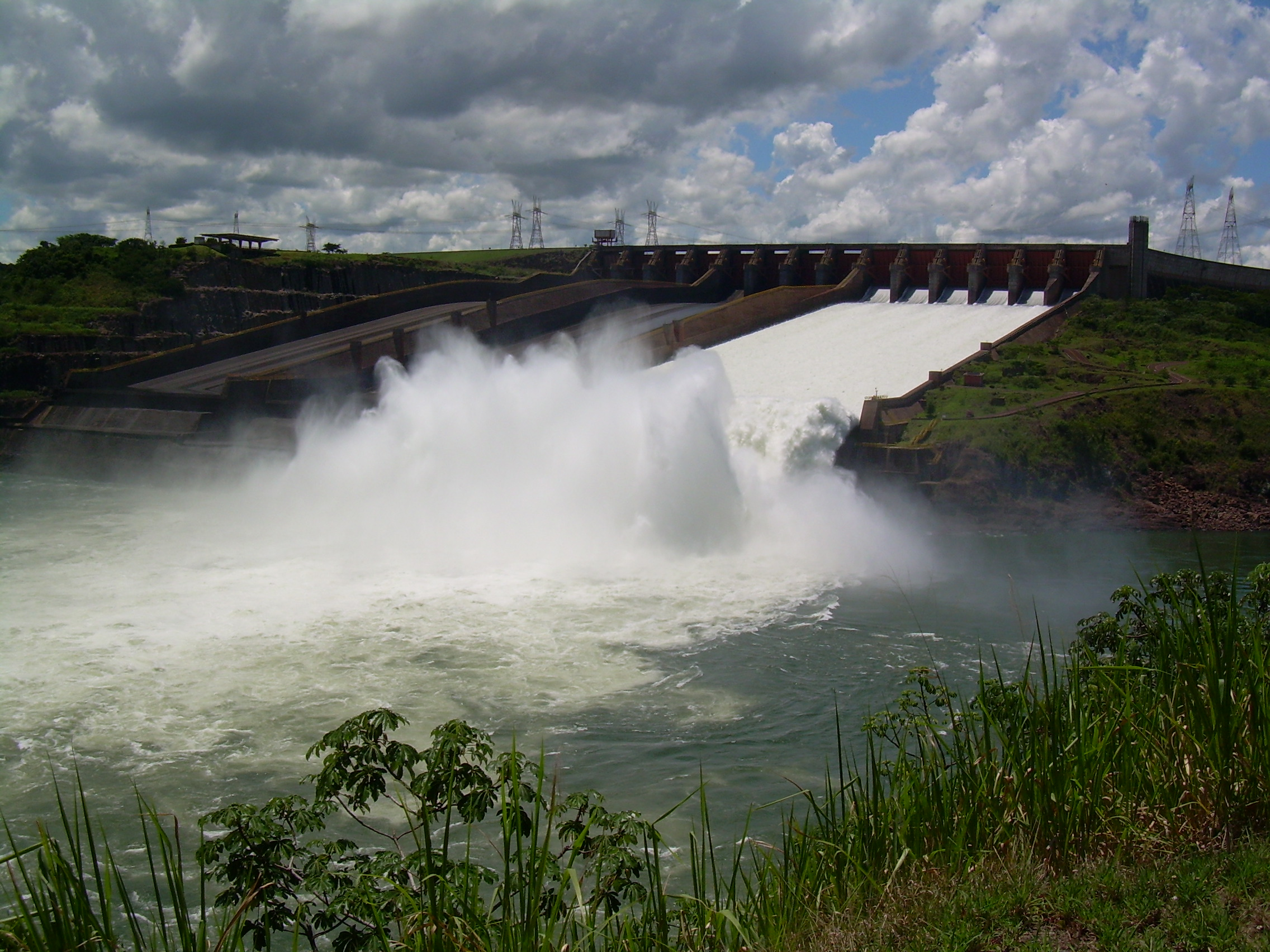
L'abocador en acció.

| Any   | Nombre d'unitats instal·lades | GWh     |
| ----- | ----------------------------- | ------- |
| 1984  | 0-2                           | 277     |
| 1985  | 2.-3.                         | 6,327   |
| 1986  | 3.-6.                         | 21,853  |
| 1987  | 6.-9.                         | 35,807  |
| 1988  | 9.-12.                        | 38,508  |
| 1989  | 12.-15.                       | 47,230  |
| 1990  | 15.-16.                       | 53,090  |
| 1991  | 16.-18.                       | 57,517  |
| 1992  | 18                            | 52,268  |
| 1993  | 18                            | 59,997  |
| 1994  | 18                            | 69,394  |
| 1995  | 18                            | 77,212  |
| 1996  | 18                            | 81,654  |
| 1997  | 18                            | 89,237  |
| 1998  | 18                            | 87,845  |
| 1999  | 18                            | 90,001  |
| 2000  | 18                            | 93,428  |
| 2001  | 18                            | 79,307  |
| 2002  | 18                            | 82,914  |
| 2003  | 18                            | 89,151  |
| 2004  | 18                            | 89,911  |
| 2005  | 18                            | 87,971  |
| 2006  | 19                            | 92,690  |
| 2007  | 20                            | 90,620  |
| 2008  | 20                            | 94,685  |
| Total | 20                            | 1574306 |

Dades de gener 2009

### Itaipú amb nou rècord històric de producció el 2008

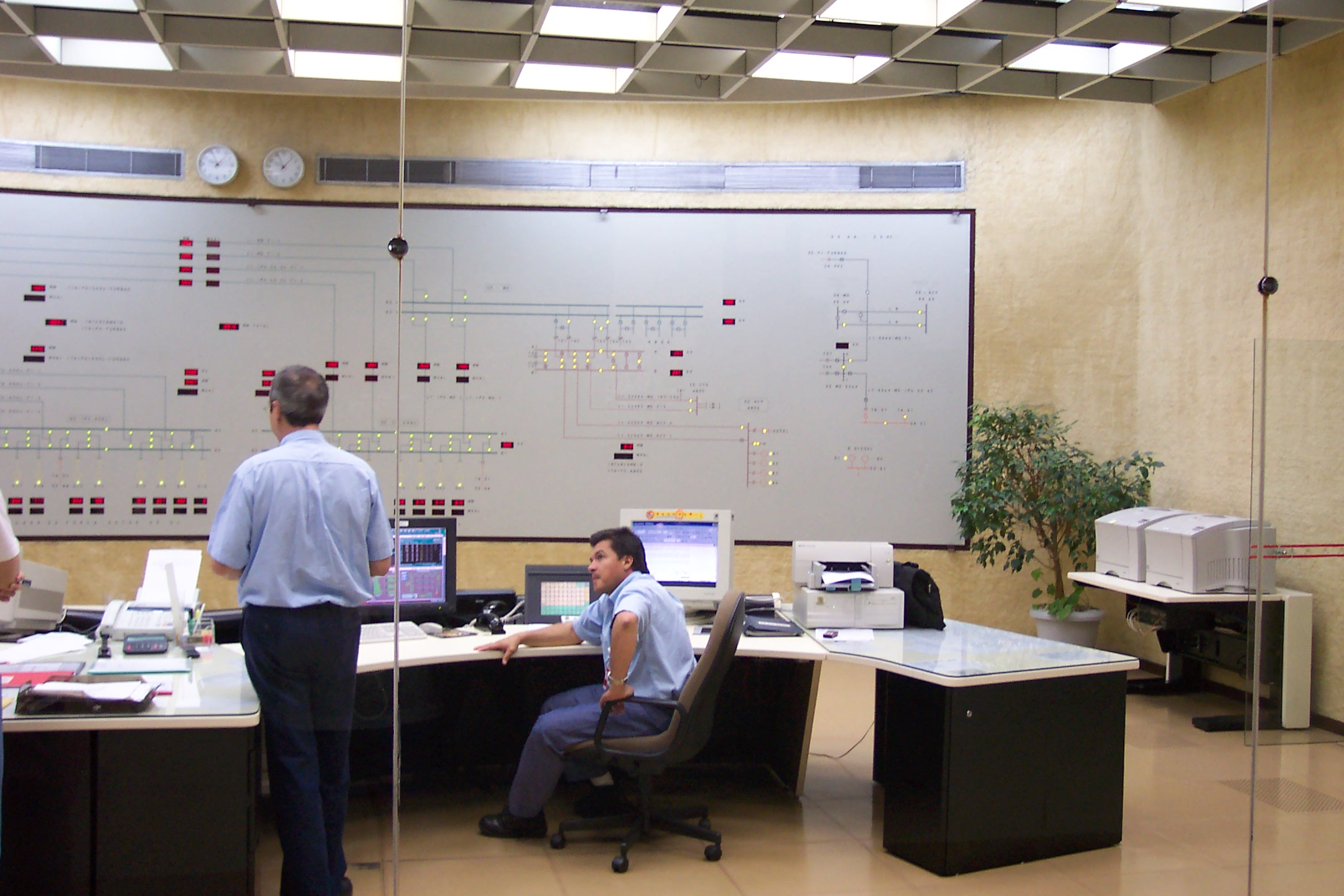
Paraguaians i brasilers treballen junts per aconseguir un nou rècord per a la major hidroelèctrica del món en producció d'energia.

El 2008, la presa d'Itaipú va assolir un nou rècord històric de producció d'energia, amb la generació de 94.684.781 MWh. El rècord anterior era en el 2000, quan Itaipú va generar 93.427.598 MWh.
Aquesta quantitat d'energia mai no ha estat assolit per cap altra presa hidroelèctrica en el món. La Presa de les Tres Gorges, que es troba a la Xina sobre el riu Yang Tse, no podrà excedir a Itaipú en la producció d'energia. Quan estigui acabada, la planta xinesa tindrà 22,4 mil megawatts MW de capacitat instal·lada, en comparació amb 14 mil megawatts d'Itaipú. L'avantatge que posseeix Itaipú sobre les Tres Gorges és la situació de l'aigua: el Riu Paranà, on es troba la Itaipú, té un gran volum d'aigua tot l'any.
L'energia produïda per Itaipú el 2008 seria suficient per abastar el consum d'electricitat de tot el món durant dos dies; o per satisfer per un any un país com l'Argentina, i Paraguai per proveir durant 11 anys. D'altra banda, durant un any podria satisfer el consum d'electricitat de 23 ciutats de la mida de Curitiba.